# Lista de unidades federativas do Brasil por número de psicólogos

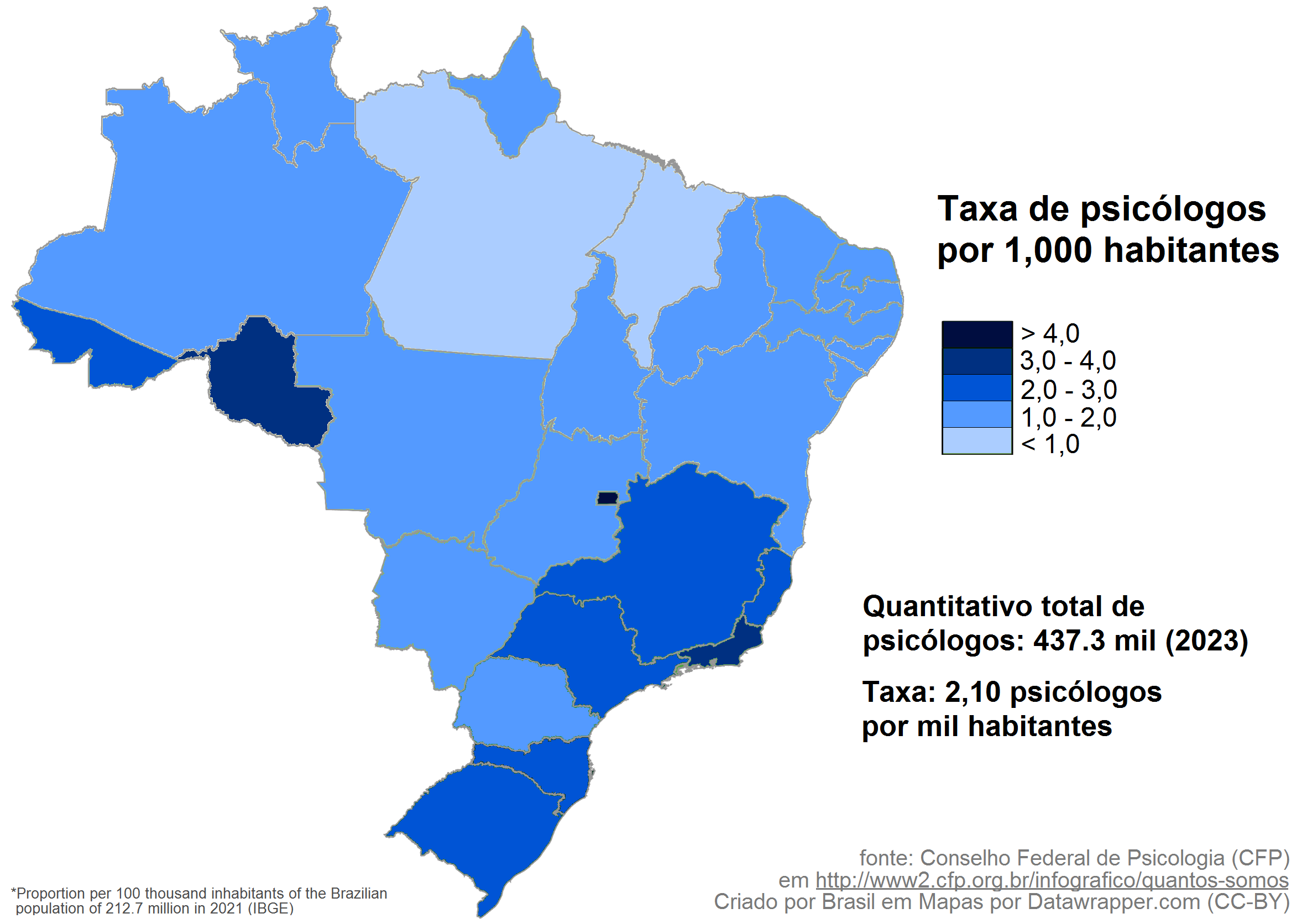
Proporção de psicólogos a cada 1,000 habitantes em 2023, de acordo com o Conselho Federal de Psicologia - CFP

Esta é uma lista de unidades federativas do Brasil por número de psicólogos a cada mil habitantes1, segundo dados mais atuais do Conselho Federal de Psicologia - CFP.
O Brasil é uma república federativa formada pela união de 26 estados federados e do Distrito Federal. Segundo o Conselho Federal de Psicologia (CFP) o Brasil possui 437.3 mil psicólogos, entre 207,8 milhões de brasileiros em 2023. Proporcionalmente, há dois (2,10) psicólogos a cada grupo de 1,000 habitantes. A unidade federativa com a maior taxa é o Distrito Federal, cujo valor da taxa é de 4,71 psicólogos a cada mil habitantes, seguido pelo Rio de Janeiro (3,22) e Rondônia (3,01). Já as menores taxas estão nos estados do Maranhão (0,69), Pará (0,71) e Tocantins (1,10).

## Classificação por unidades federativas
Número de psicólogos por mil habitantes, em 2023*
| Posição | Unidade Federativa  | Quantitativo | Psicólogos por 1.000 hab |
| ------- | ------------------- | ------------ | ------------------------ |
| 1       | Distrito Federal    | 13.785       | 4,71                     |
| 2       | Rio de Janeiro      | 53.528       | 3,22                     |
| 3       | Rondônia            | 4.868        | 3,01                     |
| 4       | Acre                | 2.379        | 2,86                     |
| 5       | São Paulo           | 121.265      | 2,63                     |
| 6       | Minas Gerais        | 51.188       | 2,46                     |
| 7       | Rio Grande do Sul   | 24.207       | 2,18                     |
| 8       | Espírito Santo      | 8.793        | 2,14                     |
| 9       | Santa Catarina      | 15.909       | 2,04                     |
| 10      | Mato Grosso do Sul  | 5.661        | 1,99                     |
| 11      | Goiás               | 12.973       | 1,86                     |
| 12      | Paraná              | 21.768       | 1,83                     |
| 13      | Paraíba             | 7.378        | 1,83                     |
| 14      | Pernambuco          | 16.431       | 1,81                     |
| 15      | Rio Grande do Norte | 5.785        | 1,75                     |
| 16      | Alagoas             | 5.317        | 1,70                     |
| 17      | Roraima             | 1.036        | 1,62                     |
| 18      | Ceará               | 14.390       | 1,61                     |
| 19      | Amapá               | 1.238        | 1,59                     |
| 20      | Mato Grosso         | 5.938        | 1,56                     |
| 21      | Sergipe             | 3.406        | 1,53                     |
| 22      | Amazonas            | 5.772        | 1,46                     |
| 23      | Bahia               | 21.020       | 1,43                     |
| 24      | Piauí               | 3.969        | 1,21                     |
| 25      | Tocantins           | 1.757        | 1,10                     |
| 26      | Pará                | 6.067        | 0,71                     |
| 27      | Maranhão            | 4.729        | 0,69                     |
| -       | Brasil              | 437.305      | 2,10                     |

## Nota
1 Para este artigo foi utilizado a razão em unidades por 1,000 habitantes por ano;
2 Dados populacionais de acordo com a prévia do Censo de 2022 pelo Instituto Brasileiro de Geografia e Estatística (IBGE), publicado em 28 de dezembro de 2022.